# Prêmio Sharp de Música Brasileira de 1993
Lista dos vencedores do prêmio Sharp de música brasileira no ano de 1992.

## Categoria infantil
- Melhor disco: Xou da Xuxa Sete de Xuxa
- Melhor música: "A Voz dos Animais" de Xuxa

## Categoria regional
- Melhor arranjador: Hermeto Pascoal e Sérgio Mendes
- Melhor cantor: Dominguinhos
- Melhor cantora: Daniela Mercury
- Melhor disco: Renato Teixeira, Pena Branca e Xavantinho
- Melhor dupla: Irmãs Galvão
- Melhor grupo: Olodum
- Melhor música: "São João na Estrada " de Moraes Moreira
- Revelação feminina: Kássia
- Revelação masculina: Mochel

## Categoria canção popular
- Melhor cantor: Tim Maia
- Melhor cantora: Rosana
- Melhor disco: "Nunca Mais Vou Te Esquecer" de Altemar Dutra
- Melhor grupo: Fantasmas
- Melhor música: "Você ou Ninguém" de Kátia
- Revelação feminina: Anna Fernandes
- Revelação masculina: Ivaldo Moreira . Disco 'Sete Luas'

## Categoria samba
- Melhor arranjador: Rildo Hora - Martinho da Vila
- Melhor cantor: Martinho da Vila
- Melhor cantora: Beth Carvalho
- Melhor disco: Martinho da Vila
- Melhor grupo: Grupo Raça
- Melhor música: "Benzedeiras Guardiãs" de Martinho da Vila
- Revelação masculina: Sombrinha

## Categoria pop/rock
- Melhor arranjador:Miguel Briamonte - Edson Cordeiro
- Melhor cantor: Edson Cordeiro
- Melhor cantora: Cássia Eller
- Melhor disco: O Início, O Fim, O Meio de Raul Seixas
- Melhor grupo: Barão Vermelho
- Melhor música: "Voz de Mulher" de Edson Cordeiro
- Revelação feminina: Paula Morelenbaum
- Revelação masculina: Edson Cordeiro

## Categoria MPB
- Melhor arranjador: Marco Pereira - Gal Costa
- Melhor cantor: Caetano Veloso
- Melhor cantora: Gal Costa
- Melhor disco: Caetano Veloso
- Melhor grupo: Os Cariocas
- Melhor música: "Parabolicamará" de Gilberto Gil
- Revelação masculina: Gelson Oliveira

## Categoria especial
- Música do ano: "Canto da Cidade" de Daniela Mercury
- Projeto visual: Caetano Veloso, Hélio Eichbauer e Arthur Fróes
- Show do ano: Simone - Ney Matogrosso

## Categoria clássico
- Melhor disco: "Quarteto de Cordas" - Quarteto Bessler Reis

## Categoria instrumental
- Melhor arranjador: Altamiro Carrilho
- Melhor disco: Paulo Moura e Rafael Rabello
- Melhor grupo: Hermeto Pascoal e Grupo
- Melhor solista: Hermeto Pascoal
- Melhor música: "Domingo no Orfeão Portugal" de Paulo Moura
- Melhor revelação masculina: Yuri Popoff